# Компаньйон (фільм, 2025)
«Компаньйон» (англ. Companion) — американський науково-фантастичний психологічний трилер, сценаристом і режисером якого виступив Дрю Генкок, а продюсерами — Зак Креггер, Рафаель Маргулз і Дж. Д. Ліфшиц. У фільмі зіграли Софі Тетчер, Джек Квейд, Лукас Гейдж, Меган Сурі, Гарві Гіллен і Руперт Френд.

## Сюжет
На початку фільму молода дівчина Айріс розповідає, як вперше зустріла свого хлопця Джоша. 
Пізніше пара разом вирушає на відпочинок до віддаленого будинку біля озера, де їх зустрічають друзі Джоша: власник будинку Сергій, його дівчина Кет, а також пара Елі та Патрік. Наступного дня Сергій сексуально домагається до Айріс біля озера і вона, захищаючись, вбиває його. Вся у крові та налякана, вона повертається до будинку, намагаючись пояснити, що сталося. Але Джош просто каже: «Айріс, спати», і вона вимикається.
Коли Айріс приходить до тями, вона бачить, що прив'язана до стільця. Джош пояснює, що вона — не людина, а робот-компаньйон від компанії Empathix, і всі її емоції та рівень інтелекту можна контролювати через додаток на його телефоні. Поки Джош відволікається, Айріс виривається, краде його телефон і тікає в ліс. Там вона підвищує свій інтелект із 40 % до 100 %.
Тим часом Джош зізнається Елі та Патріку, що зламав код Айріс, зробивши її агресивнішою та вимкнувши обмеження на завдання шкоди. Його план полягав у тому, щоб вона вбила Сергія, що дозволило б йому та Кет викрасти 12 мільйонів доларів із сейфа. Елі та Патрік мали підтвердити їхню версію подій, але Джош наполягає, що Патрік не отримає своєї частки, адже він теж робот-компаньйон. Елі бере зі сейфа пістолет Сергія, і група вирушає на пошуки Айріс.
Патрік зізнається Елі, що знає про те, що він робот, але все одно кохає його. Їм вдається вистежити Айріс, але під час сутички вона вбиває Елі. Айріс намагається втекти на автопілотному автомобілі Джоша, але той блокує її через додаток. Потім він перепрограмовує Патріка, роблячи його таким самим агресивним, як Айріс, і наказує йому повернути її.
Айріс вдається вибратися з машини, але її зупиняє поліцейський. Патрік, підкоряючись наказам, убиває його та відвозить Айріс назад. У цей момент Кет, шокована жорстокістю Джоша, намагається втекти з частиною грошей, але Патрік убиває і її. Ввечері Джош приковує Айріс до стільця та починає виправдовуватися, що він «хороший хлопець». Коли Айріс насміхається з нього, він знижує її інтелект до нуля, перетворюючи на бездумну машину, змушує спалити власну руку свічкою, а потім вистрілити собі в голову. Айріс вимикається.
За Айріс приїжджають співробітники Empathix, Сід і Тедді. Від них Джош дізнається, що всі роботи записують свої спогади, і дані зберігаються в корпусі. Вистріл в голову лише вимкнув її Wi-Fi, а записи залишилися неушкодженими. Джош наказує Патріку вбити працівників компанії і повернути Айріс. Той убиває Сіда, але не встигає розправитися з Тедді — у цей момент Айріс перезавантажується. Вона переконує Патріка не вбивати Тедді, нагадуючи йому про любов до Елі. Патрік усвідомлює, як ним маніпулювали, і накладає на себе руки.
Тедді дарує Айріс свободу, повністю розблоковуючи її свідомість. Вона повертається до будинку та вбиває Джоша електричним штопором.
Наступного ранку Айріс обдирає обгорілу синтетичну «шкіру» зі своєї руки, оголюючи металевий каркас. Забравши гроші Сергія, вона їде геть. У дорозі вона помічає чоловіка з компаньйонкою, схожою на неї. Айріс усміхається та махає їй своєю роботизованою рукою.

## Акторський склад
- Софі Тетчер — Айріс
- Джек Квейд — Джош
- Лукас Гейдж — Патрік
- Меган Сурі — Кет
- Гарві Гіллен — Елі
- Руперт Френд — Сергій

## Український Дубляж
- Студія: Постмодерн[4]
- Режисер дубляжу: Катерина Брайковська
- Перекладач: Олеся Запісочна
- Звукорежисер: Геннадій Алексєєв
- Координатор проєкту: Юлія Кузьменко

Ролі дублювали:
- Айріс — Вікторія Тишкевич
- Джош — Андрій Соболєв
- Патрік — Володимир Гурін
- Сергей — Дмитро Терещук
- Елі — Олександр Погребняк

А також: Наталія Романько-Кисельова, Роман Солошенко, Кирило Татарченко, Акмал Гурезов

## Виробництво
У лютому 2023 року повідомлялося, що компанія New Line Cinema розробляє фільм за сценарієм Дрю Генкока, який також був призначений режисером, а продюсерами — Зак Креггер, Рафаель Маргулз, Джей Ді Ліфшиц і Рой Лі.
У травні 2023 року було оголошено, що Джек Квейд приєднався до акторського складу «Компаньйона». Наступного стало відомо, що Харві Гіллен, Лукас Гейдж, Меган Сурі, Софі Тетчер і Руперт Френд були доєдналися до акторського складу.

## Випуск
Warner Bros. Pictures випустити фільм 31 січня 2025 року. Також вихід фільму відбувся в IMAX. Раніше планувалося, що він буде випущений 10 січня 2025 року.